# Semicixius denticula
Semicixius denticula är en insektsart som beskrevs av Tsaur 1991. Semicixius denticula ingår i släktet Semicixius och familjen kilstritar. Inga underarter finns listade i Catalogue of Life.